# Ameripol
La Comunidad de Policías de América (Ameripol), es un mecanismo hemisférico de cooperación policial creado en el año 2007. Está integrada por 34 cuerpos de policía.

## Historia
La Policía Nacional de Colombia propuso la integración de las policías de América, construyendo una gran red para la cooperación internacional contra el crimen organizado, denominada Comunidad de Policías de América – AMERIPOL.
El 14 de noviembre de 2007 en el marco del desarrollo del “III Encuentro de Directores, Comandantes y Jefes de Policía de Latinoamérica y el Caribe”, donde fue aprobado e inaugurado con quince cuerpos de Policía. 
Como una iniciativa integral para la profesionalización de las policías de América, cualificación de técnicas en la lucha contra el delito transnacional, intercambio de información en tiempo real de manera horizontal y permitir que las policías de diferentes países pudiesen operar simultáneamente para neutralizar el delito. 
Finalmente, el aporte de los cuerpos de policía y/o instituciones homólogas de América ha permitido que AMERIPOL se haya posicionado a nivel hemisférico como uno de los principales referentes de la cooperación, proyectando a sus integrantes como instituciones sólidas, confiables y efectivas contra el delito.

#### Oficina de Planeación
Oficina asesora encargada de generar políticas para la estandarización de los procesos, las actividades y asesorar en el planeamiento operativo y administrativo, para la ejecución de proyectos, planes y programas tendientes a contribuir a la mejora continúa para cumplir con estándares de la Gestión de la Calidad. Igualmente verifica y realiza el seguimiento de acuerdos, proyectos y memorandos de entendimiento con organismos gubernamentales e intergubernamentales, evaluando el nivel de cumplimiento y los planes de acción conjunto.

### Oficina de Comunicaciones Estratégicas
Oficina que asesora a la Comunidad de Policías de América en el manejo de la información pública, así como la administración de los recursos de comunicación encaminados a fortalecer la imagen y la identidad corporativa de AMERIPOL, generando en la Comunidad internacional solidaridad, confianza y credibilidad como organismo de cooperación policial que vela por la integración para la seguridad pública y ciudadana, comunicando de la manera más efectiva lo que somos, hacemos, deseamos hacer y ser.

## Participantes

### Estados miembros
Actualmente la comunidad de Policías de América AMERIPOL está compuesta por 35 Cuerpos de Policía, entre los que se encuentra: 
1. Fuerza de Policía Real de Antigua y Barbuda
2. Gendarmería Nacional Argentina
3. Policía Federal Argentina
4. Prefectura Naval Argentina
5. Policía de Seguridad Aeroportuaria
6. Departamento de Policía de Belice
7. Policía Nacional de Bolivia
8. Policía Federal de Brasil
9. Carabineros de Chile
10. Policía de Investigaciones de Chile
11. Policía Nacional de Colombia
12. Fuerza Pública de Costa Rica
13. Organismo de Investigación Judicial
14. Policía Nacional Revolucionaria de Cuba
15. Policía Nacional del Ecuador
16. Policía Nacional Civil de El Salvador
17. Administración para el Control de Drogas
18. Policía de Puerto Rico
19. Policía Nacional Civil de Guatemala
20. Fuerza de Policía de Guyana Británica
21. Policía Nacional de Haití
22. Policía Nacional de Honduras
23. Fuerza Constabularia de Jamaica
24. Guardia Nacional de México
25. Policía Nacional de Nicaragua
26. Policía Nacional de Panamá
27. Servicio Nacional de Fronteras
28. Policía Nacional del Paraguay
29. Policía Nacional del Perú
30. Policía Nacional de la República Dominicana
31. Fuerza de Policía Real de San Cristóbal y Nieves
32. Fuerza de Policía Real de Santa Lucia
33. Policía Nacional de Uruguay
34. Policia de la Provincia de Córdoba (Argentina)

1. Servicio de Policía de Trinidad y Tobago}}

### Organismos Observadores
Podrán ser miembros observadores los Estados, organismos multilaterales u otras organizaciones que eleven su solicitud ante el Consejo de Directores y cuya incorporación sea aceptada de conformidad al mecanismo establecido. Los organismos acreditados como Observadores podrán ejercer el derecho a voz, pero no el derecho a voto.
La Comunidad AMERIPOL cuenta con 22 Organismos Observadores permanentes, así:
- Oficina Federal de Investigación Criminal de Alemania (BKA)
- Real Policía Montada de Canadá (RCMP-GRC)
- Comunidad Latinoamérica y del Caribe de Inteligencia Policial (CLACIP)
- Comisión de Jefes/as, Directores/as de Policía de Centroamérica, México, el Caribe y Colombia
- Cuerpo Nacional de Policía de España
- Guardia Civil Española
- Oficina de Policía de Europa (EUROPOL)
- Guardia de Finanzas de Italia
- Asociación Internacional de Jefes de Policía (IACP)
- Arma de Carabineros de Italia
- Dirección Central del Servicio Antidrogas de Italia
- OEA (Organización de los Estados Americanos)
- Organización Internacional de Policía (INTERPOL)
- Regional Security System (Antigua y Barbuda, Barbados, Dominica, Granada, St Kitts –Nevis, St. Lucia, St. Vicent – The Grenadines.)
- Ministerio del Interior de Francia
- Cuerpo de Servicios Policiales de Holanda
- Policía Nacional de Suecia
- Policía de Seguridad Pública Portuguesa
- U.S. Immigration and Customs Enforcement
- Cuerpo de Policía de Andorra
- Policía Federal Australiana
- Policía Judicial Aduanera de Alemania ZKA

cuyo objetivo está orientado a combatir de forma coordinada el crimen 
organizado y el delito transnacional.

## Secretarios Ejecutivos y Presidentes
Secretarios Ejecutivos desde creación en 2007:
- Óscar Naranjo 2007-2010
- Facundo Rosas Rosas 2011
- Maribel Cervantes Guerrero 2012
- Enrique Francisco Galindo Ceballos 2013-2015
- Diego Mejía Valencia 2015 - 2017
- Miguel Ramiro Mantilla 2015-2017 - (En el cargo)

Presidentes desde creación en 2007:
- José Alejandro Bernales 2007-2008 †
- Eduardo Gordon Valcárcel 2008-2009
- Luiz Fernando Correa 2009-2010
- Leandro Daiello Coimbra 2011-2012
- Óscar Naranjo 2012
- José Roberto León Riaño 2012–2013
- Rodolfo Palomino López 2013-2014
- Juan José Andrade Morales 2014- 2016
- Enrique Francisco Galindo Ceballos 2016
- Manelich Castilla Craviotto 2016- 2017
- Gerardo Jose Otero 2018 - En el cargo